# 雨野美咲
雨野 美咲（あめの みさき、1992年6月5日 - ）は、埼玉県出身の元女優。クィーンズアベニューアルファに所属していた。

## 人物
身長149cm。
趣味は読書。演技や歌唱も大好き。特技は スノーボード。
将来の夢は素敵な女優になること。
2011年7月31日、ブログで引退を発表。

## 出演

### テレビドラマ
- D-girls アイドル探偵三姉妹物語（2001年、テレビ東京）
- 世にも奇妙な物語 春の特別編 (2002年)「マンホール」（2002年、フジテレビ） - 添島ひとみ役
- 月曜ミステリー劇場 探偵 左文字進9（2004年、TBS）- 有森由実 役
- 14才の母（2006年、日本テレビ）
- 任侠ヘルパー 第6話（2009年8月13日、フジテレビ）

### バラエティ
- U-15・F スキにさせて!（2003年、テレビ東京）

### 映画
- 玩具修理者（2002年、キュームービー）

### ビデオ・DVD
- こどものこわい話'99（1999年、バンダイビジュアル） - 死神少女 役（主演）
- 喧嘩の極意（2000年、ミュージアム） - 白竜の娘 役

### CM
- シーメンス補聴器（2000年） - 主人公の孫娘 役

### 舞台
- ギャング（1999年） - ポピー 役
- PRIVATE GARDEN（2000年）
- 東京メッツ公演（2004年）リトルメッツメンバーとして出演

### その他
- フジ食品 OH HOT 完成披露マスコットガール（2000年）